# رسالة تل العمارنة EA 161
رسالة تل العمارنة EA 161، بعنوان تبرير الغياب، هو لوح طيني طويل مكون من 8 فقرات. سطح ألح متآكل إلى حد ما، لكن معظم العلامات لمسمارية المتبقية (الزوايا غير التالفة، أو الخدوش تحتوي على علامات مفقودة، أُضيفت حسب سياق الترجمة)، تسمح بترجمة سياق كامل اللوح بفقراته الثمانية. قرص الطين يحمل رقم المجموعة BM 29818 في المتحف البريطاني.
يبلغ عرض اللوح 3.2 بوصة × 4.7 بوصة بسماكة حوالي 1.0 بوصة. لا ينتهي نص الحرف عند الهامش الأيمن للحرف؛ بدلاً من ذلك، يبدو أن النص يستخدم جانب لوح الطين.
يبلغ عدد رسائل العمارنة حوالي 300 رسالة مرقمة حتى العدد 382 EA وهي تعود إلى منتصف القرن الرابع عشر قبل الميلاد. عُثر على مجموعة الرسائل في مدينة أخناتون، في أرضية مكتب مراسلات الفرعون. عُثر على لوحات أخرى في وقت لاحق وتم إضافة هذه اللوحات إلى مجموعة لوحات تل العمارنة.

## الرسالة

### EA 161: تبريرالغياب
الرسالة الثالثة  من ثلاثة عشر بين أزيرو وفرعون مصر (سميت مصر مصري في الرسائل). ما يتبع ترجمة الوحة:
(الفقرة 1، السطور 1-3) – إلى الملك العظيم، سيدي، إلهي، [شمسي]: رسالة- (أم - ما) لأزيرو، خادمك. أسقط عند قدميك سيدي، يا إلهي، شمسي، 7 مرات و7 مرات.
(الفقرة 2، 4-10) – يا سيدي، أنا عبدك، وعند وصولي أمام الملك، سيدي، تحدثت عن كل شئوني أمام الملك، سيدي. مولاي لا تسمع للغادرين الذين يتنكرون علي في حضرة الملك سيدي. انا عبدك إلى الابد.
(الفقرة 3، 11-22) – الملك، سيدي، تحدث عن هانئي - (ها - ني - أنا). سيدي، كنت أقيم في (موقع المدينة) تونيب، - (URU - Tu - Ni - iP) ولذا لم أكن أعرف أنه قد وصل. بمجرد أن سمعت، صعدت من بعده، لكنني لم أتجاوزه. أتمنى أن يصل هنئي سالمًا حتى يسأله الملك، مولاي، كيف كانت ضيافتي. كان إخوتي وبيت إلي في خدمته. وأعطوه البقر والغنم والماعز والطيور، طعامه وشربه.
(الفقرة 4، 23-34) – أعطيت الأحصنة والحمير، لرحلته. قد يسمع الملك، سيدي، كلامي. عندما اتي إلى الملك، سيذهب سيدي هانئي قبلي؛ كأم ومثل الأب سوف يعولني. والآن يقول سيدي: أخفيت نفسك عن هنئي. فلتكنآلهتكم والشمس شاهدة: (أقسم): – «أني كنت أقيم في تونيب».
(الفقرة الخامسة، 35-40) – لقد تحدث الملك، سيدي، عن بناء سمور - (زمار). لقد كان ملوك نوحشة في حالة حرب معي وأخذوا مدينتي بناءً على تعليمات هطيب. لذلك أنا لم أبنيها. الآن، على عجل، سوف أقوم ببنائه.
(الفقرة 6، 41-46) – وليعلم سيدي أن هطيب قد أخذ نصف الأشياء التي أعطاني إياها الملك، سيدي. كل الذهب والفضة التي اعطاني اياها الملك سيدي اخذها هطيب. قد يعرف ربي (هذا).
(الفقرة 7، 47-53) – علاوة على ذلك، قال الملك، سيدي، أيضًا، "لماذا أعلت رسول ملك حاتي، لكنك لم تعل رسولي؟ ولكن هذه هي أرض سيدي، والملك، يا سيدي، جعلني – أحد الولاة!
(الفقرة 8، 54-56) – دع رسول سيدي يأتي إلي حتى أتمكن من تقديم كل ما وعدت به في حضور الملك، سيدي. سأقدم الإمدادات الغذائية، والسفن، والزيت، وجذوع الأشجار، وخشب البقس، والأخشاب (الأخرى). -EA 161، الأسطر 1-56 (كاملة)

## ملخص للمجموعةالفرعية لرسائل أزيرو
| 1) EA 156, Aziru to Pharaoh #1 2) EA 157, Aziru to Pharaoh #2 3) EA 158, Aziru to Dudu #1 4) EA 159, Aziru to Pharaoh #2 5) EA 160, Aziru to Pharaoh #3 6) EA 161, Aziru to Pharaoh #5 7) EA 162, Pharaoh to Amurru Prince 8) EA 163, Pharaoh to.. | 9) EA 164, Aziru to Dudu #2 10) EA 165, Aziru to Pharaoh #6 11) EA 166, Amurru king Aziru to Haay 12) EA 167, Amurru king Aziru to (to Haay #2?) 13) EA 168, Aziru to Pharaoh #7 14) EA 169, Amurru son of Aziru to an Egyptian official 15) EA 170، Ba-Aluia & Battilu 16) EA 171, Amurru son of Aziru to an Egyptian official |

## روابط خارجية
- دخول المتحف البريطاني لـ EA 161، متحف رقم. E29818